# Gemini (portugiesische Band)

Logo der Gruppe

Gemini war eine portugiesische Musikgruppe der 1970er Jahre, die am Eurovision Song Contest 1978 teilnahm. Mitglieder der 1976 gegründeten Band waren Fátima Padinha, Teresa Miguel, Tozé Brito und Mike Sergeant.

## Werdegang
Schon 1977 hatten sie am portugiesischen Vorentscheid für den Eurovision Song Contest teilgenommen. Ihr Lied Portugal no coração konnte sich aber nicht durchsetzen; stattdessen wurde die Gruppe Os Amigos zum Wettbewerb geschickt.
Beim zweiten Versuch 1978 konnten sie dann den Vorentscheid für sich entscheiden. Mit dem Lied Dai li dou erreichten sie aber beim Eurovision Song Contest 1978 nur den 17. Platz.
Teresa Miguel und Fátima Padinha haben Portugal noch einmal beim Eurovision Song Contest 1982 in der Mädchengruppe Doce vertreten.

## Diskografie

### Alben
- 1977: Pensando em ti (LP, Philips)
- 1978: Dai Li Dou (LP, Philips)

### Singles
- 1976: Pensando Em Ti / Pequenas Coisas (Philips)
- 1977: Portugal No Coração (Philips)
- 1977: É Natal Feliz Natal (Philips)
- 1977: Uma Flôr À Janela (Philips)
- 1978: Dai Li Dou (Philips)
- 1978: Dancemos Juntos (Philips)
- 1978: O Circo E A Cidade (Philips)
- 1979: Quero Abraçar-te (6ª Feira À Noite) (Philips)

### Kompilationen
- 1979: Os Maiores Exitos (LP, Philips)
- 1981: Gemini / Paco Bandeira – Superestrelas Da Música Portuguesa (LP und Cassette, Reader’s Digest)
- 2004: Gemini: A Arte E A Música (CD, Universal)